# Фигейруш
Фигейруш (порт. Figueiros) — район (фрегезия) в Португалии, входит в округ Лиссабон. Является составной частью муниципалитета Кадавал. По старому административному делению входил в провинцию Эштремадура. Входит в экономико-статистический субрегион Оэште, который входит в Центральный регион. Население составляет 765 человек на 2001 год. Занимает площадь 5,11 км².
Покровителем района считается Дева Мария (порт. Maria).